# Audax Modena
L'Audax Modena è stata una società di pallavolo femminile italiana con sede a Modena, cinque volte vincitrice del massimo campionato italiano tra il 1953 e il 1959.

## Storia
Nel 1949 si creano i primi campi da pallavolo ai lati dello Stadio comunale di Modena e Fibbia, Razzoli e Bonomi fondano la CISPA, Circolo sportivo pallavolo. Allena Danilo Fibbia, che ha appreso la pallavolo dagli statunitensi durante la prigionia in Algeria. L'anno seguente una scissione porta una parte della squadra a confluire nell'Indomita, mentre l'altra con Fibbia fonda l'Audax.
La squadra vince il titolo nazionale di serie A negli anni 1953, 1956, 1957, 1958, 1959.
Si scioglie per difficoltà finanziarie nel 1959, dopo la vittoria del quinto scudetto.

## Palmarès
- Campionato italiano: 5

1953, 1956, 1957, 1958, 1959